# Centrul European de Prevenire și Control al Bolilor

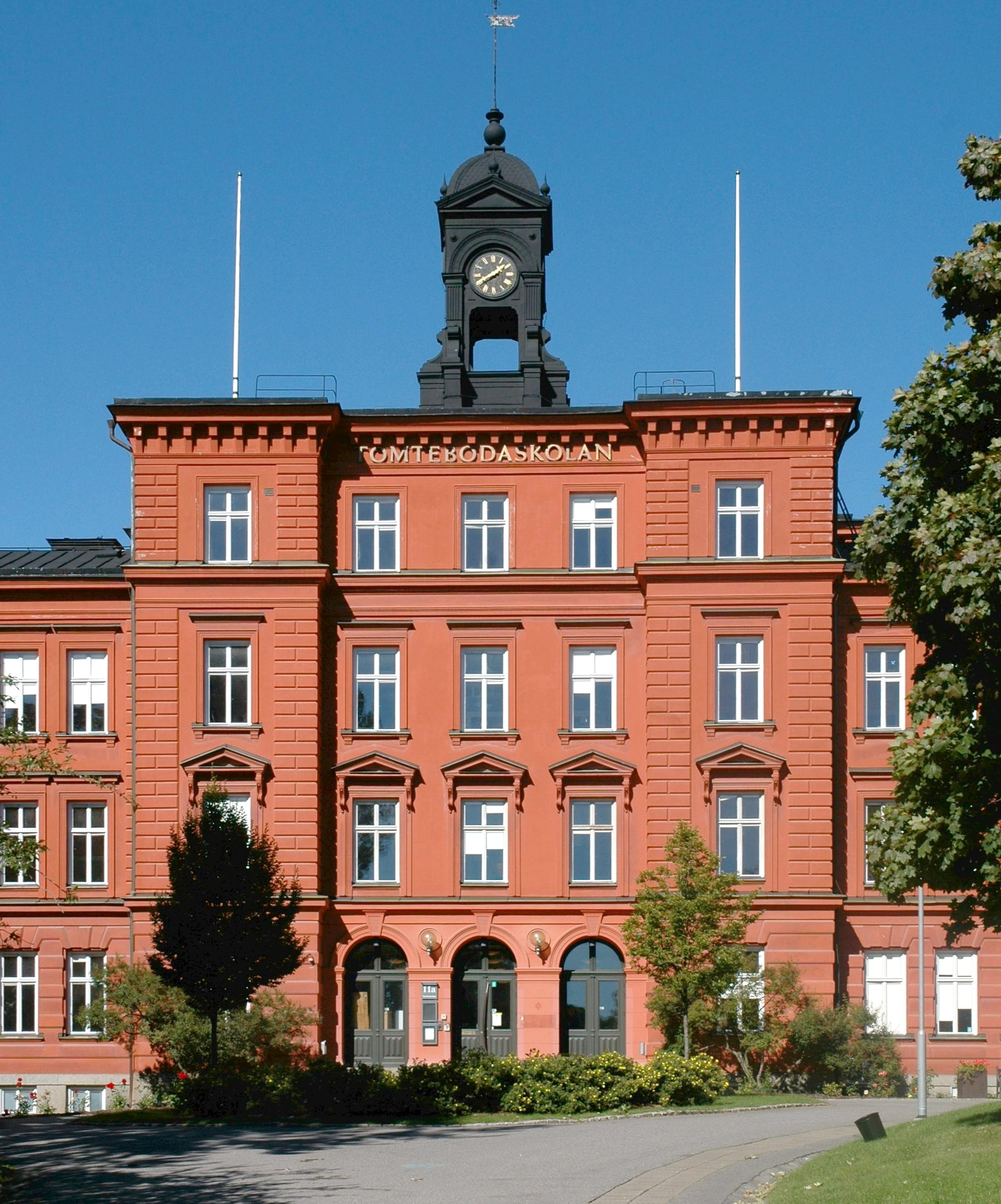
Sediul ECDC în Solna, comitatul Stockholms, Suedia

Centrul European de Prevenire și Control al Bolilor (ECDC) este o agenție a Uniunii Europene, înființată în 2005, cu sediul în Stockholm, Suedia, care are drept scop consolidarea sistemelor de apărare ale Europei împotriva bolilor infecțioase.
ECDC supraveghează,  analizează, interpretează și furnizează date de consiliere științifică privind 52 de boli și afecțiuni transmisibile declarabile, precum și date privind epidemiile și amenințările la adresa sănătății în țările UE, folosind Sistemul european de supraveghere (TESSy). ECDC asigură identificarea timpurie și analiza infecțiilor emergente în UE, transmite avize științifice guvernelor țărilor din UE și instituțiilor UE în caz de epidemii. În plus coordonează Programul european de formare în domeniul epidemiologiei de intervenție (EPIET) și Programul european de formare în domeniul microbiologiei aplicate în sănătatea publică (EUPHEM).
Printre activitățile recente ale ECDC se numără supravegherea bolii virale Ebola, virusului Zika, virusului West Nile,  riscurilor potențiale pentru sănătatea publică legate de virusul Zika în timpul Jocurilor Olimpice care vor avea loc în 2016 la Rio de Janeiro,  controlul vectorilor (țânțari, căpușe  etc). 